# Reinhart Dozy
Reinhart Pieter Anne Dozy (Leida, 21 febbraio 1820 – Alessandria d'Egitto, 3 maggio 1883) è stato un orientalista olandese.
Nato da famiglia di origine francese ugonotta, emigrata nei Paesi Bassi dopo la revoca dell'Editto di Nantes, Dozy studiò presso l'Università di Leida, dove si laureò nel 1844.
Presso la stessa università assunse la cattedra di Storia dal 1850, divenendone titolare nel 1857.
Fu uno specialista della storia degli insediamenti musulmani in Occidente e i suoi studi sul Cid e sui Mulūk al-ṭawāʾif ebbero una grande importanza per la storiografia spagnola.
Le sue principali opere sono Histoire des Musulmans d'Espagne, jusqu'à la conquéte de l'Andalousie par les Almoravides, 711-1110, pubblicata nel 1861 e Recherches sur l'histoire et la littérature de l'Espagne pendant le moyen âge, pubblicata nel 1849.

## Opere
- Storia degli Almohadi di al-Marrākushī (Leiden, 2ª ed., 1881).
- Scriptorum Arabum loci de Abbaditis, 3 voll. (Leiden, 1846-1863).
- Edizione di Ibn-Adhari (o Ibn Idhari) Storia dell'Africa e della Spagna, 3 voll. (Leiden, 1848-1852).
- Dictionnaire détaillé des noms des vétements chez les Arabes (Amsterdam, 1845)
- Histoire des Musulmans d'Espagne, jusqu'à la conquéte de l'Andalousie par les Almoravides, 711-1110 (Leiden, 1861; 2ª ed., ibid., 1881)
- Recherches sur l'histoire et la littérature de l'Espagne pendant le moyen âge, 2 voll. (Leiden, 1849; 2ª e 3ª ed., completamente riveduta, 1860 e 1881).
- Supplement aux dictionnaires arabes, 2 voll. (Leiden, 1877-1881).
- Glossaire des mots espagnols et portugois, dérivés de l'Arabe, edito col dott. W. H. Engelmann di Lipsia (Leiden, 1866; 2nd ed., 1868).
- Edizione di Ahmad ibn Muhammad al-Maqqari, Analectes sur l'histoire et la littérature des Arabes d'Espagne, 2 voll. (Leiden, 1855-1861).
- Col suo amico e successore, Michael Jan de Goeje, editò al-Idrisi, Description de l'Afrique et de l'Espagne (1866) y Calendrier de Cordoue de l'année 961; texte arabe et ancienne traduction latine (Leiden, 1874).
- Het Islamisme (Haarlem, 1863, 2ª ed., 1880; esiste una traduzione francese).
- De Israelieten te Mekka (trad. inglese "The Israelites at Mecca"), Haarlem, 1864).